# Galaxian

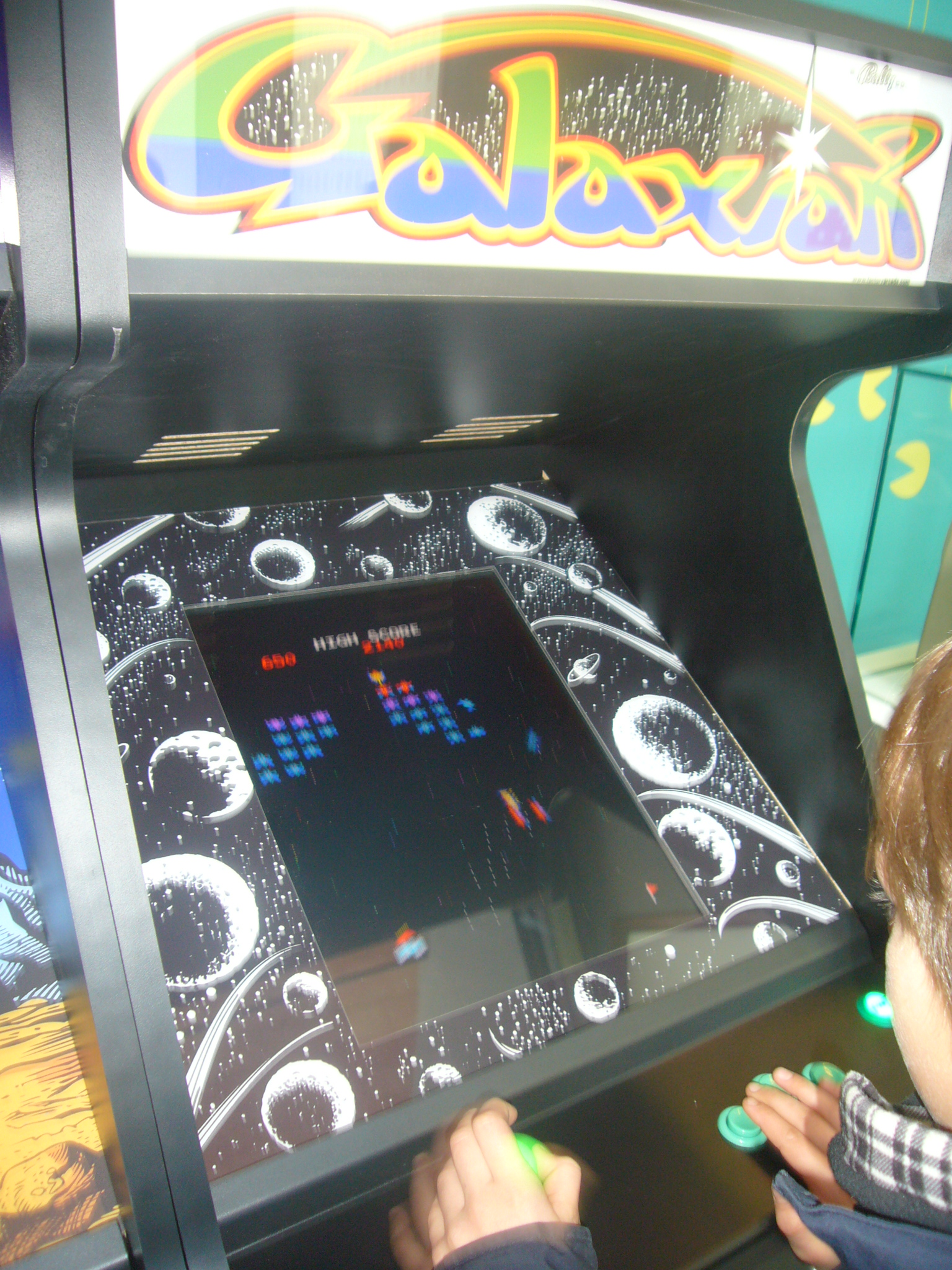
Galaxian Arcade-Automat

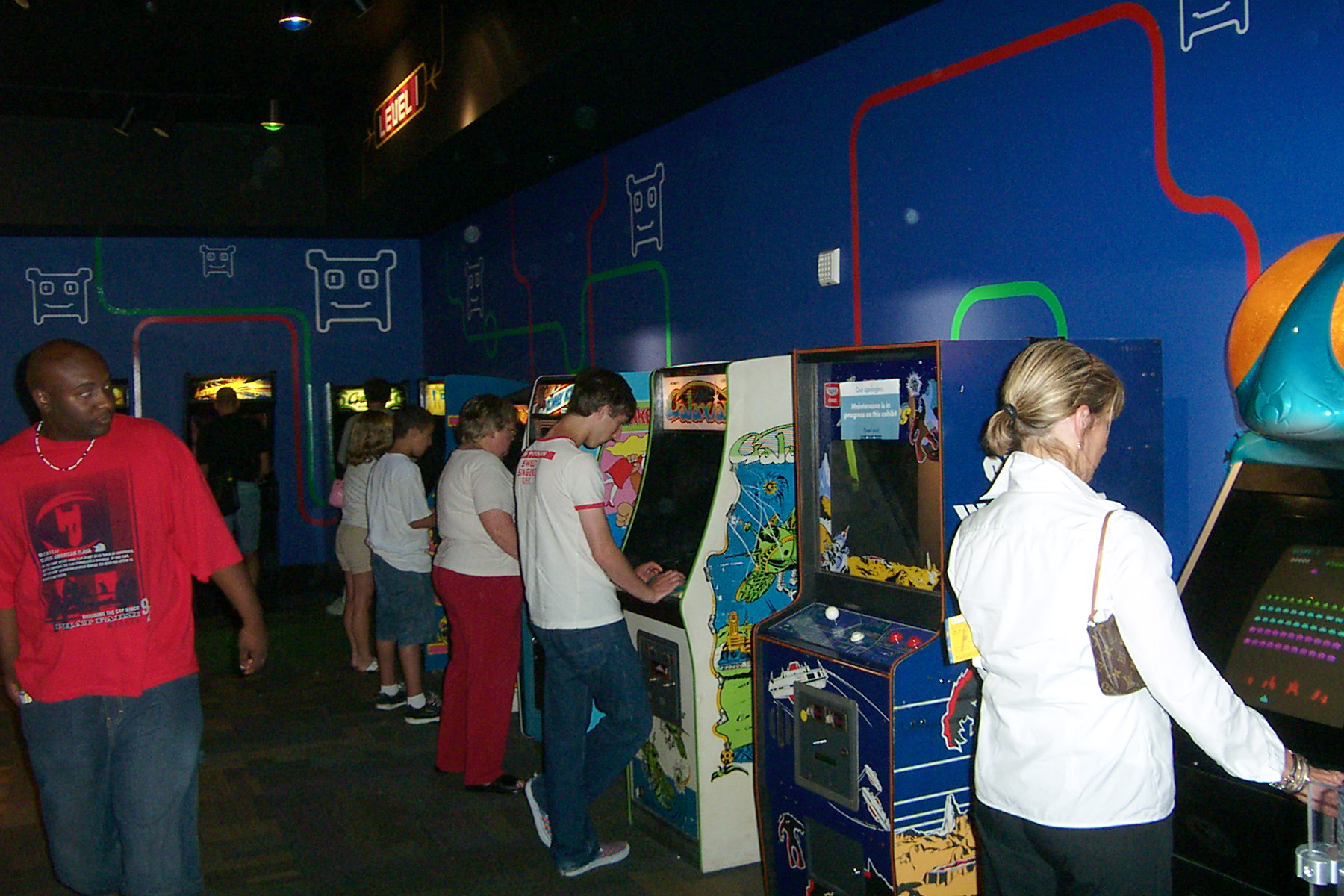
Teil des Galaxian-Artworks (Mitte)

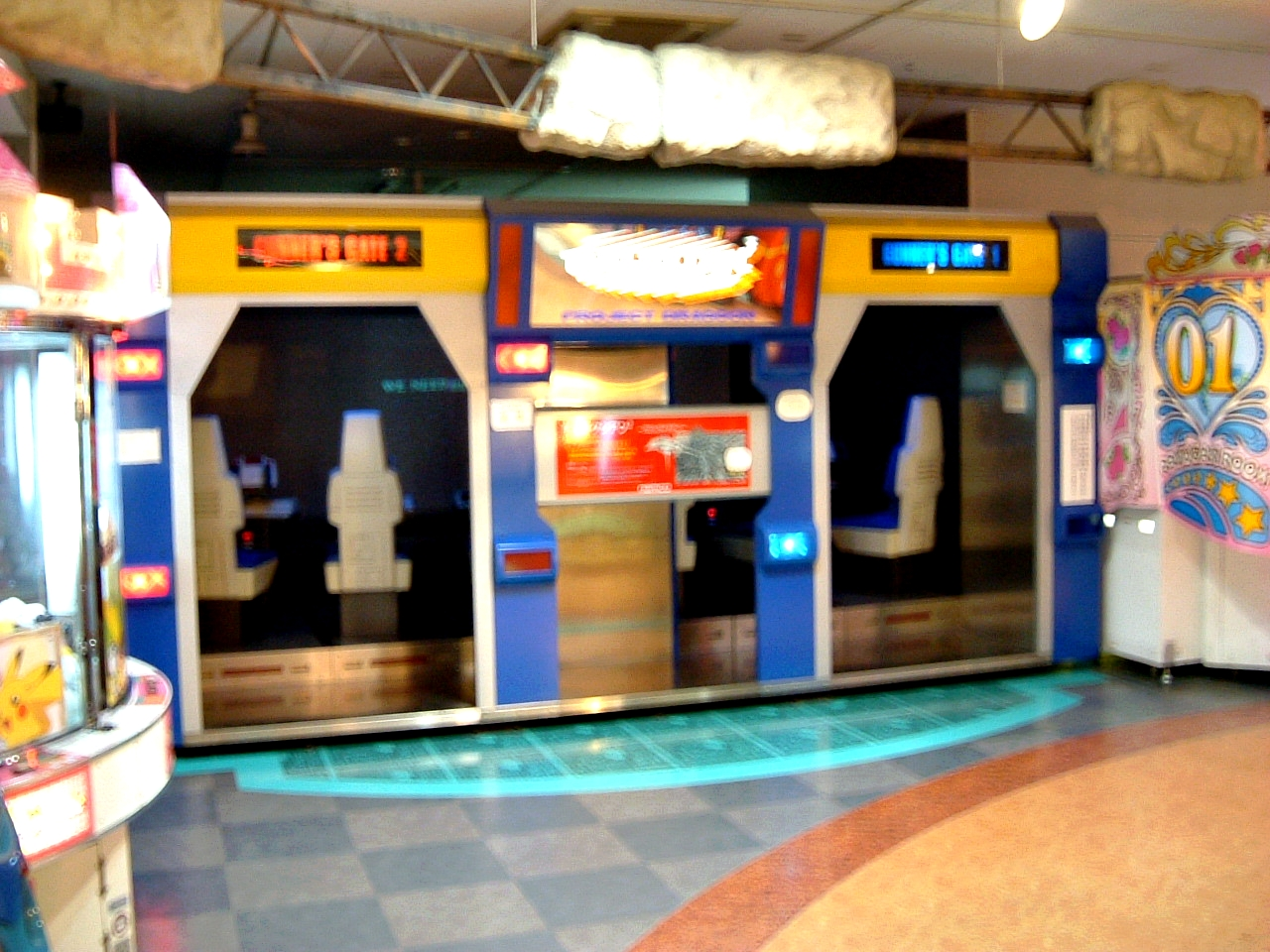
Galaxian 3, ein Walk-in Arcade-Spiel

Galaxian ist ein Arcade-Spiel der Firma Namco, das im Jahr 1979 erschien. Es war das erste Arcade-Spiel, bei dem echte RGB-Farben zur Darstellung benutzt wurden.

## Übersicht
Galaxian war für Namco ein enorm erfolgreicher Titel. Es war nicht nur das erste Arcade-Spiel mit echten Farben (vorher wurden Schwarz-Weiß-Monitore verwendet, über die in Teilbereichen verschiedenfarbige Folien gelegt wurden), sondern enthielt auch das erfolgreiche Spielprinzip von Space Invaders, bei dem Armeen von Aliens den Spieler in dessen Raumschiff attackierten. Galaxian erweiterte diese Idee jedoch um insektenähnliche Gegner, die immer wieder Kamikaze-Attacken gegen den Spieler fliegen.

## Chronologie
Der Erfolg von Galaxian zog mehrere Nachfolger und Ableger nach sich. Der erfolgreichste davon war ohne Zweifel Galaga, das sogar seinen Vorgänger in Sachen Beliebtheit übertraf.
Standard Arcade:
- Galaga (1981)
- Gaplus (1984)
- Galaga ’88 (1987)
- Cosmo Gang The Video (1991)

Arcade Laserdisk:
- Galaxian3 (1990) Galaxian 3: Project Dragoon für 6 Spieler
- Attack Of The Zolgear (1994) (ein ROM- und Laserdisc-Upgrade für Project Dragoon)

Spezialversion:
- Galaxian3 (1990) für 28 Spieler an einem 360°-Schirm

Es wurden auch andere Spiele unter dem Namen Galaxian veröffentlicht, diese wurden jedoch nicht von Namco entwickelt und werden deswegen nicht zum Stamm von Galaxian gezählt.
Das „Führer“-Schiff der angreifenden Galaxian „Convoys“ tritt in vielen von Namco produzierten Spielen auf, angefangen von Pac-Man bis zu Star Fox:Assault. Das Schiff des Spielers selbst wird „Galaxip“ genannt. Vor dem Start des Spiels wird der Spieler darauf hingewiesen, dass er bei Erreichen von 7000 Punkten ein Bonus „Galaxip“ erhält. Diese 7000 Punkte für das Extraschiff waren im Auslieferungszustand des Spiels die Regel, die Automatenbetreiber konnten aber über DIP-Schalter auf dem Systemboard auch höhere Werte von 10000, 12000 oder 20000 Punkten als Schwelle für das Bonus-„Galaxip“ einstellen.
Wegen seiner Bedeutung und dem erreichten Erfolg ist Galaga immer noch unter Sammlern beliebt. Es ist als eines der „Top-100-Videogames“ der Webseite Killer List of Videogames (KLOV) eingestuft.
Der höchste jemals erzielte Punktestand in Galaxian wurde von Aart van Vliet am 27. Mai 2009 in Weirs Beach, New Hampshire aufgestellt. Er erzielte 1.653.270 Punkte und übertraf damit den bisherigen Rekord von Gary S. Whelan aus dem Jahr 2006 (1.114.550 Punkte).
Das Spiel wurde auch auf vielen Homecomputern und Spielekonsolen portiert. Zuletzt als Teil von Namco Museum (2001, auf Sony PSP und Windows: 2005).
Es gibt auch in anderen Computerspielen als Bonuslevel Galaxian, so in Ridge Racer und Mortal Kombat 3.